# Saab 29 Tunnan
Saab 29, tudi Flygande tunnan ("leteči sodček") je bil enomotorni reaktivni lovec, ki ga je razvil Švedski Saab v 1940ih. Saab 29 je po Saab 21R drugo švedsko reaktivno bojno letalo. Kljub na izgled nearodinamični obliki je bil J29 hiter in dobro krmarljiv. Uporabljal se je tudi kot lovski bombnik. V uporabi je bil do 1970ih. 

## Specifikacije (Saab J 29F Tunnan)
Podatki iz The Great Book of Fighters
Splošne karakteristike
- Posadka: 1
- Dolžina: 11,0 m (36 ft 1 in)
- Razpon kril: 10,23 m (33 ft 7 in)
- Višina: 3,75 m (12 ft 4 in)
- Površina kril: 24,15 m² (260,0 ft²)
- Teža praznega letala: 4845 kg (10680 lb)
- Maks. vzletna teža: 8375 kg (18465 lb)
- Pogon letala: 1 × Svenska Flygmotor RM 2B turboreaktivni motor, 6070 lbf (27 kN)

 Zmogljivost 
- Maks. hitrost: 1060 km/h (660 mph)
- Doseg: 1100 km (685 milj)
- Višina leta: 15500 m (50850 ft)
- Hitrost vzpenjanja: 32,1 m/s (6320 ft/min)

Oborožitev

- 4x20mm Hispano Mark V avtomatski topovu
- 75 mm (3 in) rakete zrak-zrak
- Rb 24 rakete zrak-zrak
- 145 mm (5.8 in) protioklepne rakete ali 180 mm protiladijske rakete